# Mats Grundström
Mats Olof Grundström, född 10 juli 1961 i Oskar Fredriks församling i Göteborg, är en svensk musiker, producent och låtskrivare. Mats har spelat med Janne Åström, Pelle Almgren, Tommy Nilsson, Totta Näslund, Mick Ronson med flera. Han grundade stockholmsbandet "Hot Soup" tillsammans med Pelle Blom, Svante Drake och Janne Åström. Bandet var mycket framgångsrikt och turnerade flitigt. Tre skivor blev det. Mats var också gitarrist i "Leather Nun" mellan 1989 och 1995. Han medverkar på tre skivor med "Nunnan". Andra band han medverkat i är Shame, Svartvitt, Electric Outfit med flera. Mats Grundström skriver i dag egen musik, och hans låtar finns på Nätet.